# Nyakayungwe
Nyakayungwe är ett periodiskt vattendrag i Burundi.   Det ligger i provinsen Bururi, i den sydvästra delen av landet, 60 km söder om huvudstaden Bujumbura.
Omgivningarna runt Nyakayungwe är en mosaik av jordbruksmark och naturlig växtlighet. Runt Nyakayungwe är det ganska tätbefolkat, med 166 invånare per kvadratkilometer.